# ريبيكا بريدز
ريبيكا إليزابيث بريدز (بالإنجليزية: Rebecca Breeds)‏ (من مواليد 17 يونيو 1987) ممثلة أسترالية، والمعروفة عن أدوارها كاسي كوميتي في السلسلة الثالثة من بلو ووتر هاي، كمسلسل منتظم روبي باكتون في أوبرا الصابون المنزل، أورورا دي مارتيل في The Originals و كحرف متكرر نيكول في المواسم 6 و 7 من جميلة الكذابين.

## روابط خارجية
- ريبيكا بريدز على موقع IMDb (الإنجليزية)
- ريبيكا بريدز على موقع ألو سيني (الفرنسية)
- ريبيكا بريدز على موقع أول موفي (الإنجليزية)
- ريبيكا بريدز على موقع قاعدة بيانات الفيلم (الإنجليزية)
- ريبيكا بريدز على موقع كينوبويسك (الروسية)